# Chilluévar
Chilluévar is een gemeente in de Spaanse provincie Jaén in de regio Andalusië met een oppervlakte van 39 km². Chilluévar telt 1.499 inwoners (1 januari 2016).